# Linea Nagano

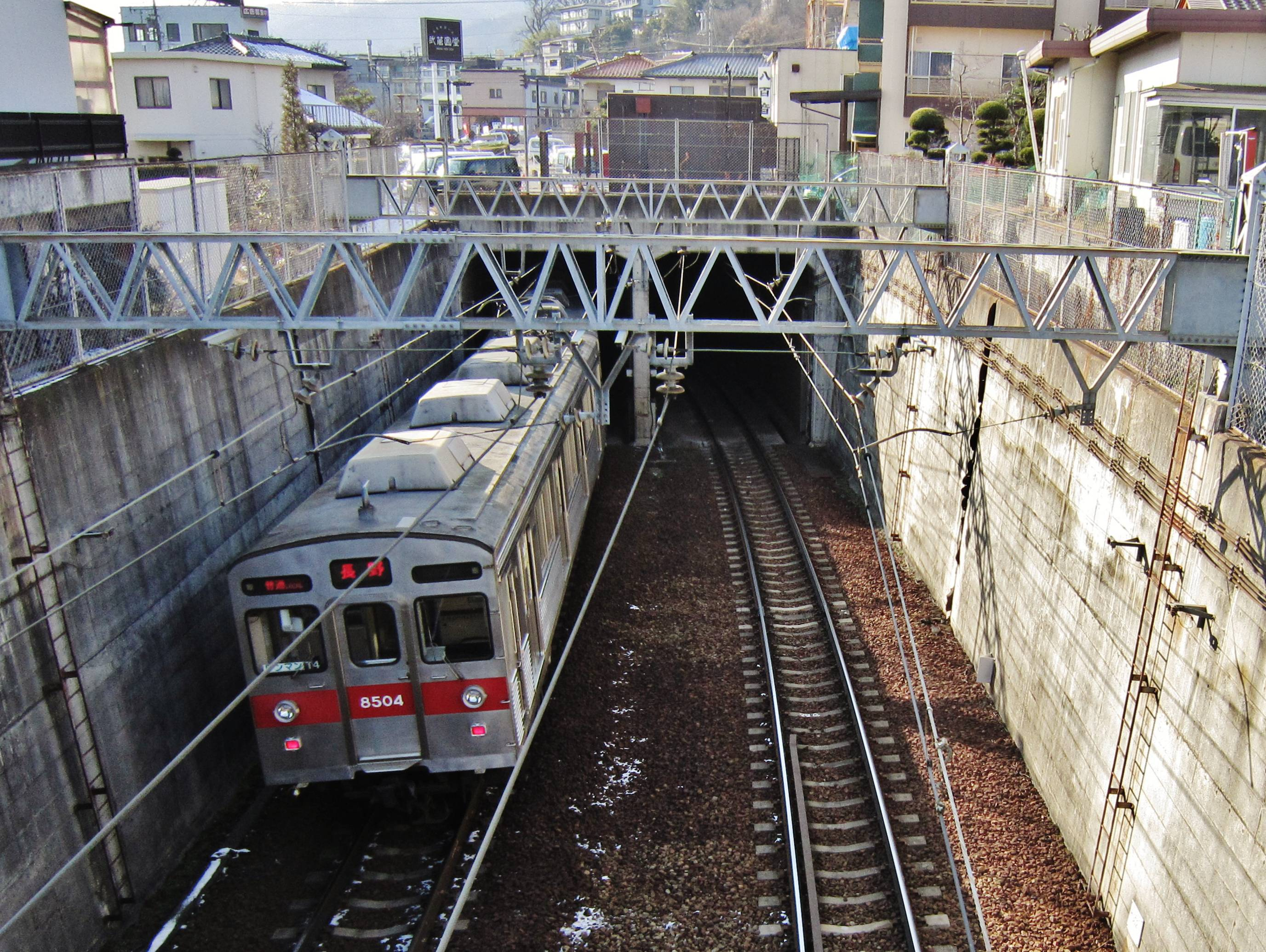
Treno in uscita dal tratto sotterraneo a Nagano

La  linea Nagano (長野電鉄長野線?, Nagano dentetsu Nagano-sen), gestita dalla società Ferrovia elettrica di Nagano, è una ferrovia regionale a scartamento ridotto che collega le stazioni di Nagano (nella città omonima) e di Yudanaka, nella cittadina di Yamanouchi, tutte nella prefettura di Nagano.
In precedenza, la linea Nagano univa Nagano con Suzaka, mentre da questa a Shinshū-Nagano la linea era chiamata  linea Kōtō (河東線?, Kōtō-sen), e da Shinshū-Nagano a Yudanaka  linea Yamanouchi (山ノ内線?, Yamanouchi-sen). Tuttavia dal 18 settembre 2002 le tre linee sono state unificate e chiamate univocamente col nome di linea Nagano.

## Caratteristiche
La linea è di vitale importanza per il turismo dell'altopiano di Shiga, con una frequenza di un treno ogni 5 - 20 minuti nelle ore di punta fra Nagano e Shinshū-Nakano. Inoltre la linea possiede diverse stazioni (alcune delle quali interrate) nel centro di Nagano, fungendo di fatto da metropolitana per spostarsi nel centro (fra il capolinea di Nagano e la stazione di Gondō). 
Fra Yanagihara e Murayama la linea attraversa quindi il fiume Chikuma e la strada statale 406. Fra Nagano, Suzaka e Shinshū-Nagano tutte le stazioni, incluse quelle non presenziate, possiedono distributori di biglietti, o biglietterie, mentre alcune di quelle più a nord, visto il basso utilizzo, ne sono prive, ed è necessario acquistare il biglietto a bordo treno. 
Il deposito della linea si trova a Suzaka.

### Dati tecnici
- Lunghezza totale: 33,2 km
- Scartamento: 1067 mm
- Pendenza massima: 40‰
- Stazioni totali: 24
- Doppio binario: Nagano - Asahi
- Elettrificazione: tutta la linea a 1500 V CC
- Sistema di blocco: automatico
- Sistema di controllo treno: ATS
- Centro di controllo movimenti: Suzaka

## Servizi
Nella sezione più trafficata, la Nagano - Suzaka - Shinshū-Nakano, circolano dai 2 ai 4 treni all'ora durante le ore centrali della giornata, e fino a 6 durante la fascia di punta (mattina e sera). Ogni 1 o 2 treni inoltre circola un espresso limitato accessibile a tariffa maggiorata. Questi treni sono stati molto popolari durante il periodo delle olimpiadi invernali di Nagano.

### Treni locali
I treni locali sono divisi in due segmenti, Nagano - Shinshū-Nakano e da questa stazione a Yudanaka. I treni sono operati dal solo macchinista, senza capotreno.

### Treni espressi limitati
Questi treni percorrono tutta la linea senza rotture di carico e richiedono 100 yen di supplemento (50 per i bambini). Tutti i posti sono senza prenotazione. Questi treni possiedono dei nomi speciali, e precisamente Yukemuri per la serie 1000, e Snowmonkey per il treno ex serie E253, acquistato dalla JR East (svolgeva in precedenza il servizio Narita Express).

## Stazioni
- Tutte le stazioni sono nella prefettura di Nagano
- Le stazioni riportate in tabella corrispondono all'aggiornamento di orario del 13 febbraio 2011

Legenda
EL (espresso limitato) B e EL A: ●：il treno ferma;｜: il treno passa
I treni locali fermano in tutte le stazioni
Binari: ｜: binario singolo (impossibilità di incrocio treni); ◇: binario singolo (incrocio possibile); ∥: binario doppio in superficie; ∥: binario doppio sotterraneo; ∨: termine doppio binario
| Num. | Stazione            | Giapponese | Dist. interst. | Dist. totale | EL B | EL A | Collegamenti | Binari | Posizione             |
| ---- | ------------------- | ---------- | -------------- | ------------ | ---- | ---- | --- | ------ | --------------------- |
| N1   | Nagano              | 長野       | -              | 0.0          | ●    | ●    | JR East Nagano Shinkansen ■ Linea principale Shin'etsu ■ Linea Shinonoi ■ Linea Iiyama ■ Linea principale Chūō Ferrovia Shinano ■ Linea Shinano | ∥      | Nagano                |
| N2   | Municipio           | 市役所前   | 0.4            | 0.4          | ●    | ｜   | | ∥      | Nagano                |
| N3   | Gondō               | 権堂       | 0.6            | 1.0          | ●    | ●    | | ∥      | Nagano                |
| N4   | Zenkōjishita        | 善光寺下   | 0.6            | 1.6          | ｜   | ｜   | | ∥      | Nagano                |
| N5   | Hongō               | 本郷       | 1.1            | 2.7          | ●    | ｜   | | ∥      | Nagano                |
| N6   | Kirihara            | 桐原       | 0.9            | 3.6          | ｜   | ｜   | | ∥      | Nagano                |
| N7   | Shinano-Yoshida     | 信濃吉田   | 0.7            | 4.3          | ●    | ｜   | ■ Linea principale Shin'etsu (presso Kita-Nagano)                                                                                               | ∥      | Nagano                |
| N8   | Asahi               | 朝陽       | 2.0            | 6.3          | ●    | ｜   | | ∨      | Nagano                |
| N9   | Fuzoku Chūgakkō-mae | 附属中学前 | 0.7            | 7.0          | ｜   | ｜   | | ｜     | Nagano                |
| N10  | Yanagihara          | 柳原       | 1.0            | 8.0          | ｜   | ｜   | | ◇      | Nagano                |
| N11  | Murayama            | 村山       | 2.0            | 10.0         | ｜   | ｜   | | ◇      | Suzaka                |
| N12  | Hino                | 日野       | 1.0            | 11.0         | ｜   | ｜   | | ｜     | Suzaka                |
| N13  | Suzaka              | 須坂       | 1.5            | 12.5         | ●    | ●    | | ◇      | Suzaka                |
| N14  | Kita-Suzaka         | 北須坂     | 2.5            | 15.0         | ｜   | ｜   | | ◇      | Suzaka                |
| N15  | Obuse               | 小布施     | 2.5            | 17.5         | ●    | ●    | | ◇      | Obuse Kamitakai       |
| N16  | Tsusumi             | 都住       | 1.1            | 18.6         | ｜   | ｜   | | ｜     | Obuse Kamitakai       |
| N17  | Sakurazawa          | 桜沢       | 2.7            | 21.3         | ｜   | ｜   | | ◇      | Nakano                |
| N18  | Entoku              | 延徳       | 2.0            | 23.3         | ｜   | ｜   | | ◇      | Nakano                |
| N19  | Shinshū-Nakano      | 信州中野   | 2.3            | 25.6         | ●    | ●    | | ◇      | Nakano                |
| N20  | Nakano-Matsukawa    | 中野松川   | 1.4            | 27.0         | ｜   | ｜   | | ｜     | Nakano                |
| N21  | Shinano-Takehara    | 信濃竹原   | 2.3            | 29.3         | ｜   | ｜   | | ◇      | Nakano                |
| N22  | Yomase              | 夜間瀬     | 1.1            | 30.4         | ｜   | ｜   | | ｜     | Yamanouchi Shimotakai |
| N23  | Kamijō              | 上条       | 1.4            | 31.8         | ｜   | ｜   | | ｜     | Yamanouchi Shimotakai |
| N24  | Yudanaka            | 湯田中     | 1.4            | 33.2         | ●    | ●    | | ｜     | Yamanouchi Shimotakai |

## Materiale rotabile
La ferrovia di Nagano utilizza materiale rotabile acquisito da altri operatori, quali JR East e Ferrovie Odakyū.
- Serie 2100: soprannominato "Snow Monkey", due composizioni bloccate da 3 elementi ciascuna, proveniente dalla serie E253 della JR East (in servizio dal 26 febbraio 2011)
- Serie 1000: soprannominato "Yukemuri", due composizioni da quattro elementi provenienti dalla serie Odakyū 10000 Romancecar
- Serie 8500: per i servizi locali, proveniente dalla serie 8500 della Tōkyū Corporation
- Serie 3000: provenienti dalla metropolitana di Tokyo (Eidan)